# 中川久成
中川 久成（なかがわ ひさなり）は、江戸時代末期の大名、明治時代の日本の政治家、華族（伯爵）。
豊後国岡藩の第13代（最後）藩主、同藩初代（最後）知藩事、貴族院伯爵議員を歴任。

## 略歴
嘉永3年（1850年）8月4日、第12代藩主・中川久昭の長男として生まれる。明治2年（1869年）9月23日、父久昭の隠居により、家督を継いだ。同時に藩知事に就任した。明治4年（1871年）7月の廃藩置県で免官された。明治8年（1875年）7月、司法省に出仕する。明治9年（1876年）10月、退職する。
明治17年（1884年）に伯爵に叙された。明治23年（1890年）7月10日、貴族院議員に選ばれて、死亡するまで在職した。明治30年（1897年）5月3日、48歳で死去した。

## 栄典
- 1873年（明治6年）12月8日 - 銀盃一組[1]
- 1884年（明治17年）7月7日 - 伯爵[2]

## 家族
- 父：中川久昭（1820年 - 1889年）
- 母：豊子 - 加藤泰済の娘、中川久教の養女
- 正室：潔子 - 押小路実潔の娘
- 養子
  - 男子：中川久任（1871年 - 1935年） - 浅野懋績の八男